# Харитонов, Дмитрий Иванович
Дми́трий Ива́нович Харито́нов (26 октября [7 ноября] 1886, Харьков — 21 августа 1946, Париж) — российский купец, кинопромышленник, основатель и владелец Торгового дома «Д. И. Харитонов».

## Биография
Родился в многодетной семье в 1886 году. В 1907 году открыл свой первый кинотеатр в Харькове — «Аполло» (ул. Московская, 8). Некоторое время спустя в соседнем здании была открыта прокатная контора под тем же названием. Харьковский купец Харитонов сотрудничал с московской компанией «П. Тиман и Ф. Рейнгардт» и французскими фирмами «Pathé Frères» и «Gaumont». Начиная с 1909 года Харитонов финансировал съёмки собственных фильмов. Предприятие разрасталось и вскоре были открыты филиалы в Одессе, Ростове-на-Дону, Киеве и Санкт-Петербурге. Благодаря собственной предприимчивости и знанию особенностей южного прокатного региона, он стал влиятельной фигурой российской киноотрасли. Его авторитет ещё более укрепился во время прокатной войны 1911 года, когда в союзе с другими компаниями ему удалось ограничить продвижение на кинорынке картин Торгового дома «А. Ханжонков и Ко». В 1912 году преобразовал прокатную контору «Аполло» в Торговый дом «Д. И. Харитонов», через год открыл крупнейший на тот момент в Харькове кинотеатр «Ампир» на 800 мест. Занимался производством хроникальных сюжетов. В 1915—1916 годах издавал кинематографический журнал «Южанин».
В 1916 году состоялся переезд в Москву — на земельном участке по Лесной улице, 27 была построена собственная киностудия по примеру Ханжонковской. Второй этаж полностью занимал съёмочный павильон с застеклёнными стенами и крышей. На нижнем этаже размещались лаборатория, склад для реквизита и декораций, а также уборные для артистов. В условиях, когда все значительные режиссёры и актёры российского кино были уже заняты на других студиях, Харитонов повёл агрессивную кадровую политику и чрезвычайно высокими контрактными ставками и обещанием полной творческой свободы переманил к себе на работу многих ведущих кинематографистов, в том числе Петра Чардынина, Всеволода Висковского, Чеслава Сабинского и других.
Артистов решили новых не привлекать, а использовать старых, уже завоевавших себе репутацию на кинорынке. Таким образом, оказался у Харитонова премьер Тимана, знаменитый Максимов, а затем — не менее знаменитые Холодная с Полонским. Последнее было для меня тяжёлым ударом.<…> Мне сначала казалось, что уход «звёзд» пройдёт для дела безболезненно. Однако я ошибся. Я потерял на этом ровно столько же, сколько приобрёл Харитонов.Александр Ханжонков, «Первые годы русской кинематографии // Воспоминания» 1937
Среди фильмов киноателье Харитонова были такие значительные ленты, как «У камина» (1917), «Молчи, грусть… молчи…» (1918), «Чёрная хризантема» (1919) и другие.
В 1918 году киноателье Харитонова вынужденно перебралось в Одессу, а затем ещё продолжало работу в Крыму — в обеих столицах взятие власти большевиками ознаменовалось террором, репрессиями и конфискациями. В январе 1920 года Московская фабрика Харитонова была национализирована и отдана в ведение ВФКО. Последовавшее в том же году реквизирование кинофабрики в Одессе вынудили Харитонова эмигрировать из страны. 
Была предпринята попытка организовать собственное кинематографическое производство в Италии и Германии, но в итоге в 1924 году обосновался во Франции, где собрал многих эмигрировавших из России кинематографистов под эгидой киностудии «Сине-Франс-Фильм». Выпустив несколько фильмов и попав в сложное финансовое положение, Харитонов был вынужден в 1926 году пойти на слияние студии с французским отделением германского киноконцерна UFA.
Скончался 21 августа 1946 года в Париже.

## Память
17 мая 2013 года в Харькове на фасаде дома по ул. Сумская, 5, где жил Харитонов и находился его кинотеатр «Ампир», была открыта мемориальная доска.